# New York University
New York University (förkortat NYU) är ett privat icke vinstdrivande universitet i USA, beläget i staden New York i delstaten New York. Universitetet grundades den 18 april 1831 av Albert Gallatin. Huvudcampuset ligger centralt på Manhattan, runt Washington Square i stadsdelen Greenwich Village.
NYU rankas regelbundet som ett av de främsta universiteten i USA, särskilt inom ämnesområdena juridik, film och matematik. Det rankades på plats 22 i världen (av totalt cirka 20 000 lärosäten) i Times Higher Educations värdering av världens främsta lärosäten 2018.
Bland NYU:s alumner finns flera kända personer, bland annat skådespelaren Anthony Rapp, artisten Lady Gaga, den tidigare ordföranden för Federal Reserve Alan Greenspan, filmmakarna Martin Scorsese och Spike Lee, Twitter-grundaren Jack Dorsey, den tidigare borgmästaren i New York Rudy Giuliani och affärsmannen Jared Kushner.

## Bilder

NYU:s olika universitetsområden
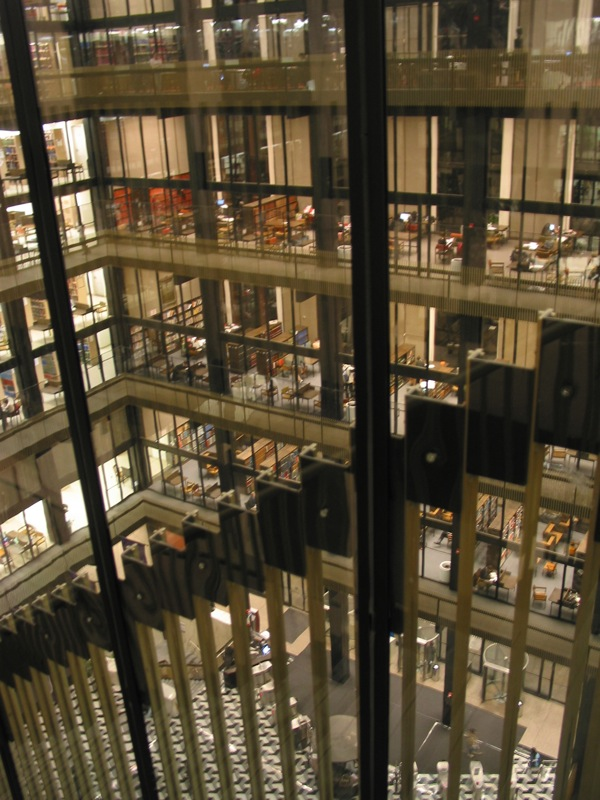
Bobst Library, bibliotek
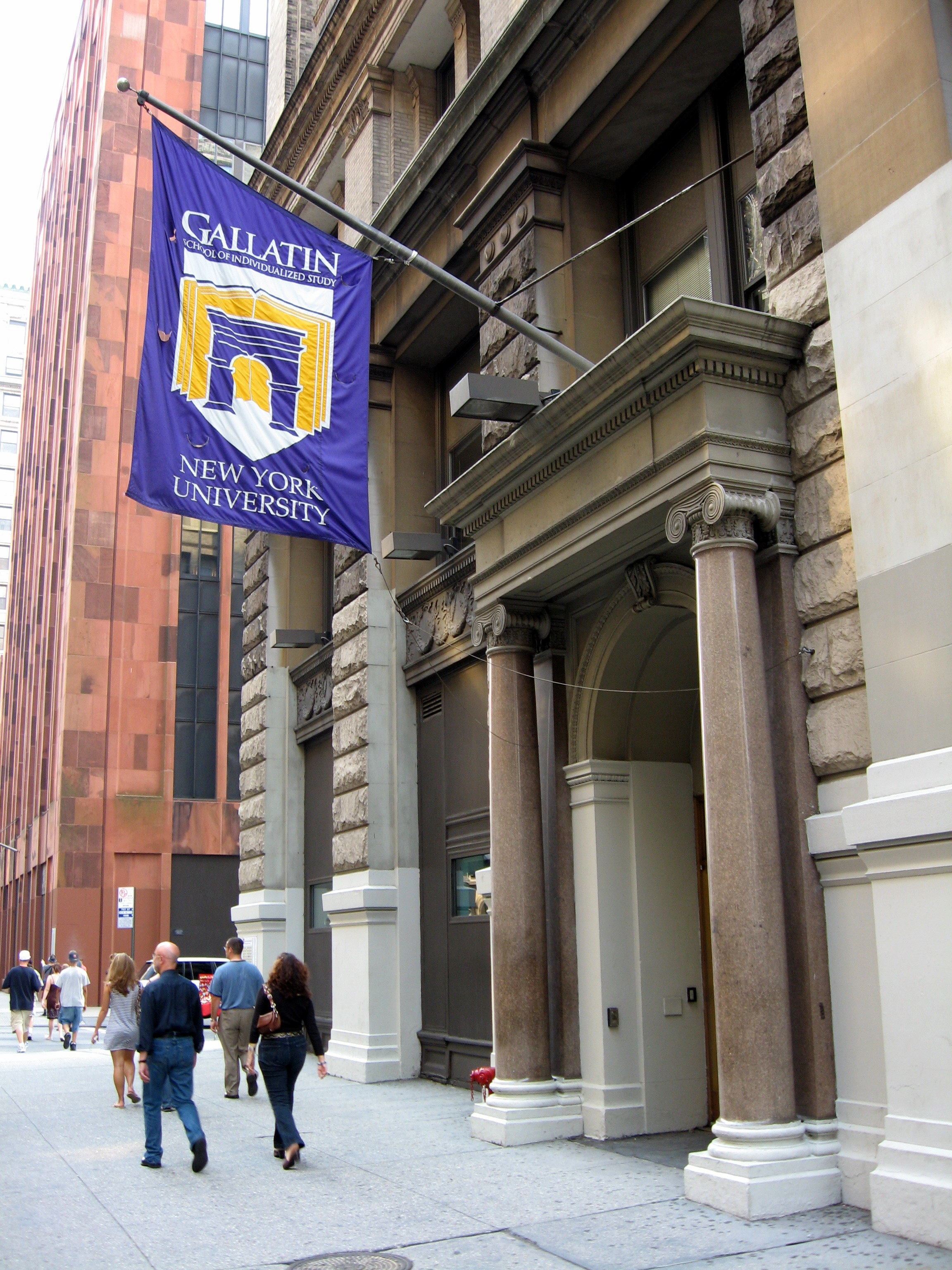
Gallatin School
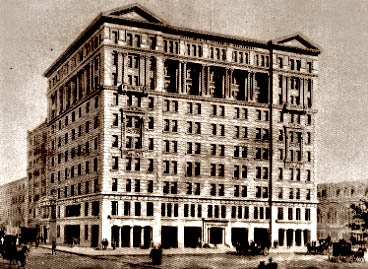
Huvudbyggnaden
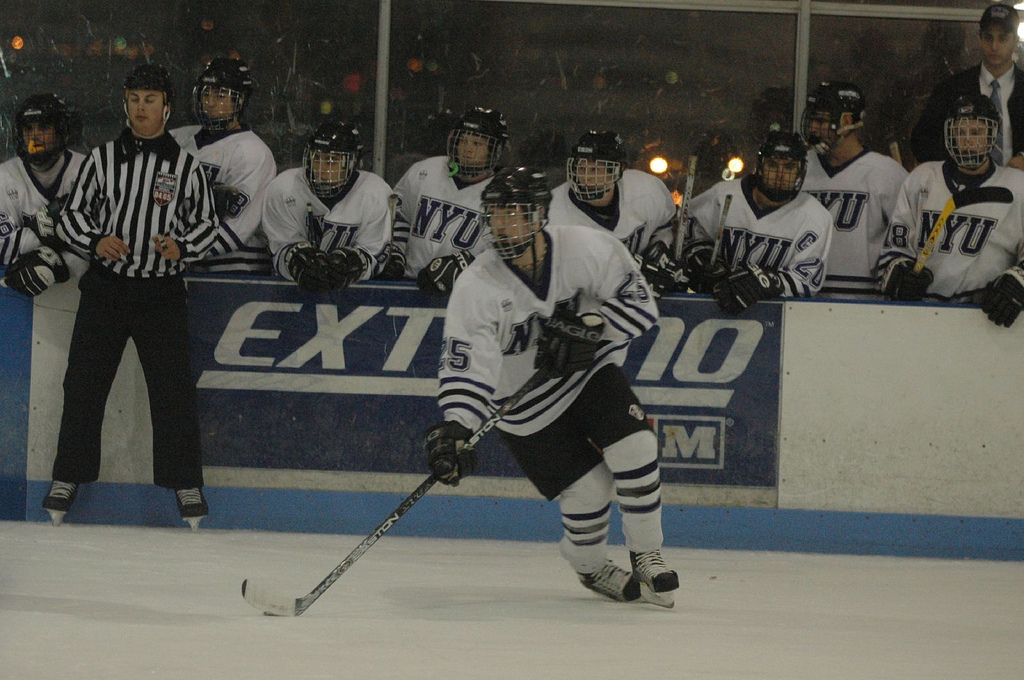
NYU:s ishockeylag
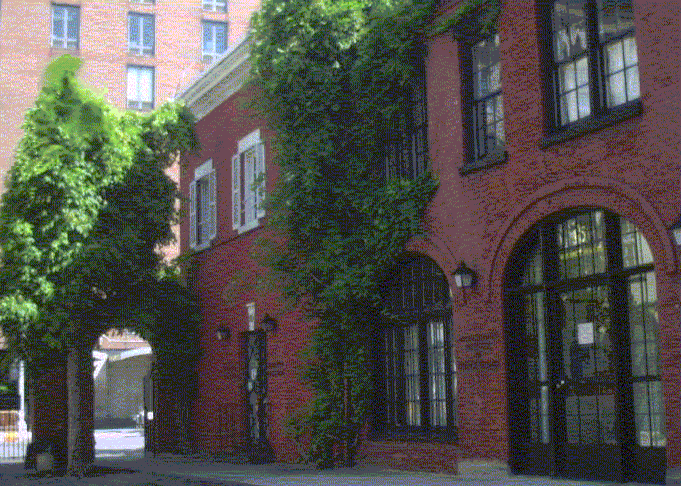
Maison française
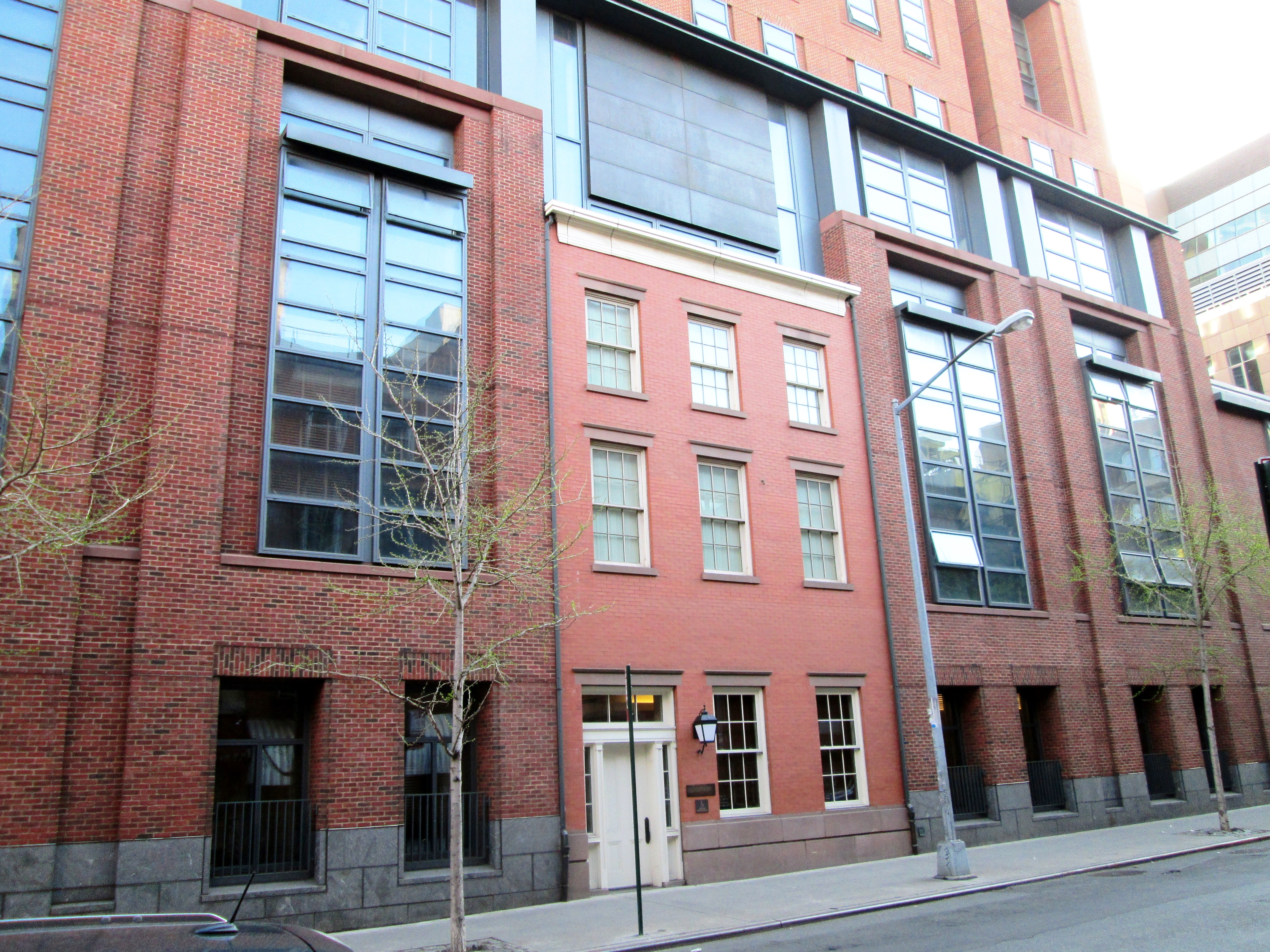
NYU Law School